# 纸

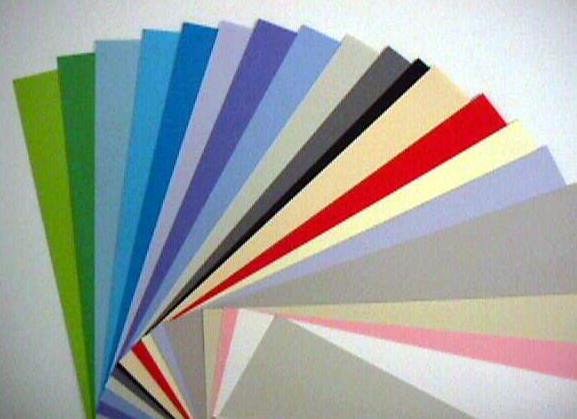
各种颜色的紙。

紙是任何纖維經排水作用後，在簾模上交織成薄頁揭下乾燥後的成品。紙是書寫、印刷的載體，也可以作為包裝、衛生等其他用途，如打印紙、複寫紙、衛生紙、面紙、宣紙等。古代的紙有各種材料，真正意義的造紙技術源於中國，當時首創發明以植物纖維無規則交叉排列的複合材料，在不同的環境下都能夠廉價的取得、製作、保存、書寫，它的出現與普及讓人類的知識得以方便地被保存、迅速地被傳播，紙的量產技術發明後，對於人類文明有非常重要的意義。

## 定义
東漢許慎《說文解字》：「紙，絮一苫也。」清段玉裁注：「絮」是由漂絮和煮繭所得的殘餘纖維；「苫」是指草類編成用以為蓋的蓆。
古代中國以簡牘、絲帛、龜甲、獸骨、木板、樹皮紙......等多種材料進行書寫，其中的絲帛與樹皮紙演化為後世的紙張。參考凌純聲先生的著作可知：蔡伦改良造纸技法的创新源流，受有南岛语族树皮布文化的影响。蔡伦将古代造丝纸（汉族本身传统）和造树皮布纸（南岛外来文化）的两种工艺整合起来，以造丝纸工艺的制纸工法，结合造树皮布纸工艺的材料学知识，从动物性材料（蚕丝）改为转用植物纤维（渔网、木料）来造纸，遂得到便宜、好用的「真纸」，时人名之曰「蔡侯纸」。
現代造紙藝術復興之父達德·杭特曾經下了這個的定義：要把薄片狀的物質歸類為真正的紙，這些薄片必須是由徹底分解到每條細絲都已徹底分離的纖維結構；將這些不同材質的纖維混合在水中並加以膠結，再用篩狀的濾網將紙漿從水裡篩出，水透過濾網的小孔眼瀝出並在濾網表面留下乾燥薄片，細密纖維並能呈現出平整薄層的形式，這個纏結在一起的薄層纖維材料就是紙。
同樣是以植物性材料，古埃及人莎草纸和中国纸的最大区别，在于莎草纸是将莎草片粘连而成，莎草纤维并未分解，纤维的排列仍然保留自然的次序，纖維排列的單一性厚重，不利於書寫和折疊與乾燥，再者原料莎莎草僅尼羅河流域有；中国纸中纤维既不同于植物界纤维的有序排列，又不同于纺织品的几何排列，而是无规交叉的排列，製作簡單加上適當的膠結和黏合，形成既輕薄又強韌吸水的材料，因此可以用來長期保存資料，原料也十分多元，可以利用所有環境的植物，最終傳布至世界各地。

## 历史

### 古代文明

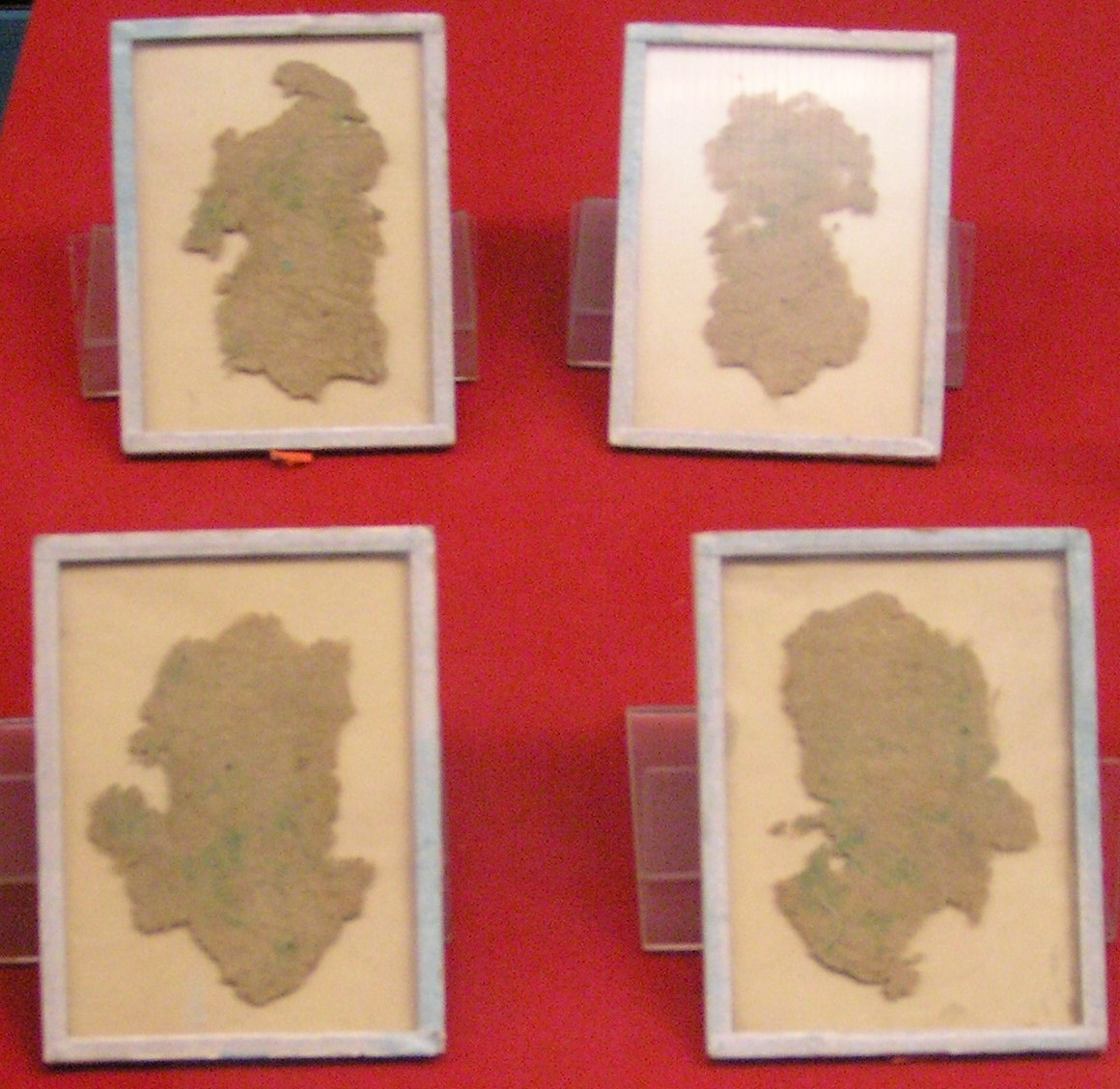
1957年出土于灞橋一座汉墓的不晚于西汉汉武帝时期的古纸，即灞橋紙。现藏陕西历史博物馆

古代文明曾采用过各种材料书写文字。古巴比伦人將楔形文字刻在泥板上，古埃及人在莎草纸上书写，古阿玆提克人及瑪雅人以桑科植物樹皮製作的厚紙書寫繪畫，古印度人用贝叶（棕櫚葉）刻写佛经，古近东人與中古歐洲人用野兽皮书写，而古代中国的甲骨文刻在龟甲和兽骨上，西周铭文刻在青铜器上，秦汉陶文刻在陶器上，以后还有刻石、竹简、木片、丝帛等等作为过书写的载体，但是它们各有缺点：或是太沉重，或是太昂贵，不能大量使用，部份更不能修改。

### 西漢

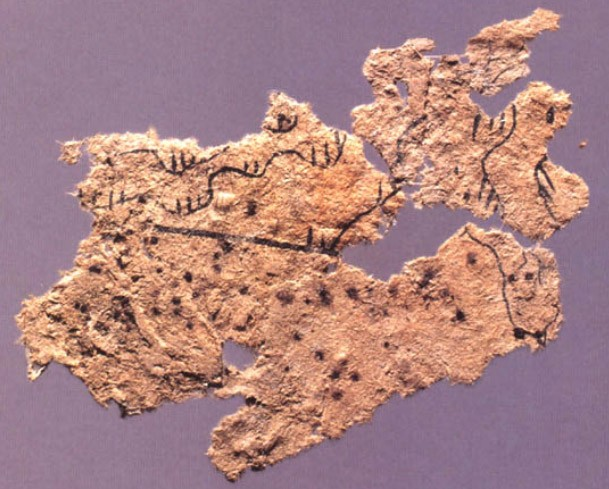
甘肃天水放马滩五号墓出土的纸地图

以往認為中國造紙起源東漢，但近年來的一些考古遺跡有了新發現，例如：
- 1934年在新疆羅布淖爾烽燧臺廢墟发现古麻纸，約長10公分，寬4公分，年代为公元前1世纪。
- 1942年在甘肅額濟納河東岸查科爾帖漢代烽燧遺址出土「查科爾帖紙」
- 1957年在西安东郊汉墓出土的“灞桥纸”，約10公分見方，年代为公元前二世纪。
- 1973年在甘肅額濟納河東岸漢金關烽燧遺址出土「金關紙」
- 1978年在陕西扶风中顏村发现公元前1世纪纸残片，上有四个手写的字。
- 1986年在甘肅天水西漢初期的放馬灘漢代墓葬群中出土「放馬灘紙」，繪有地圖，是現存已知世界最早紙地圖。
- 1990年在甘肅敦煌甜水井漢代懸泉郵驛遺址出土「懸泉紙」[3]。

這些考古樣本包括在中原確認年代遺址中被發現的，為中國造紙起源於西汉之說提供確切的佐證。宋朝蘇易簡《文房四譜》卷四亦載：「漢初已有幡紙代簡。……蔡倫剉故佈及魚網、樹皮，而作之彌工，如蒙恬之前已有筆之謂也」。所謂幡紙即以蠶絲絲絮壓製粘合成的紙。

### 東漢

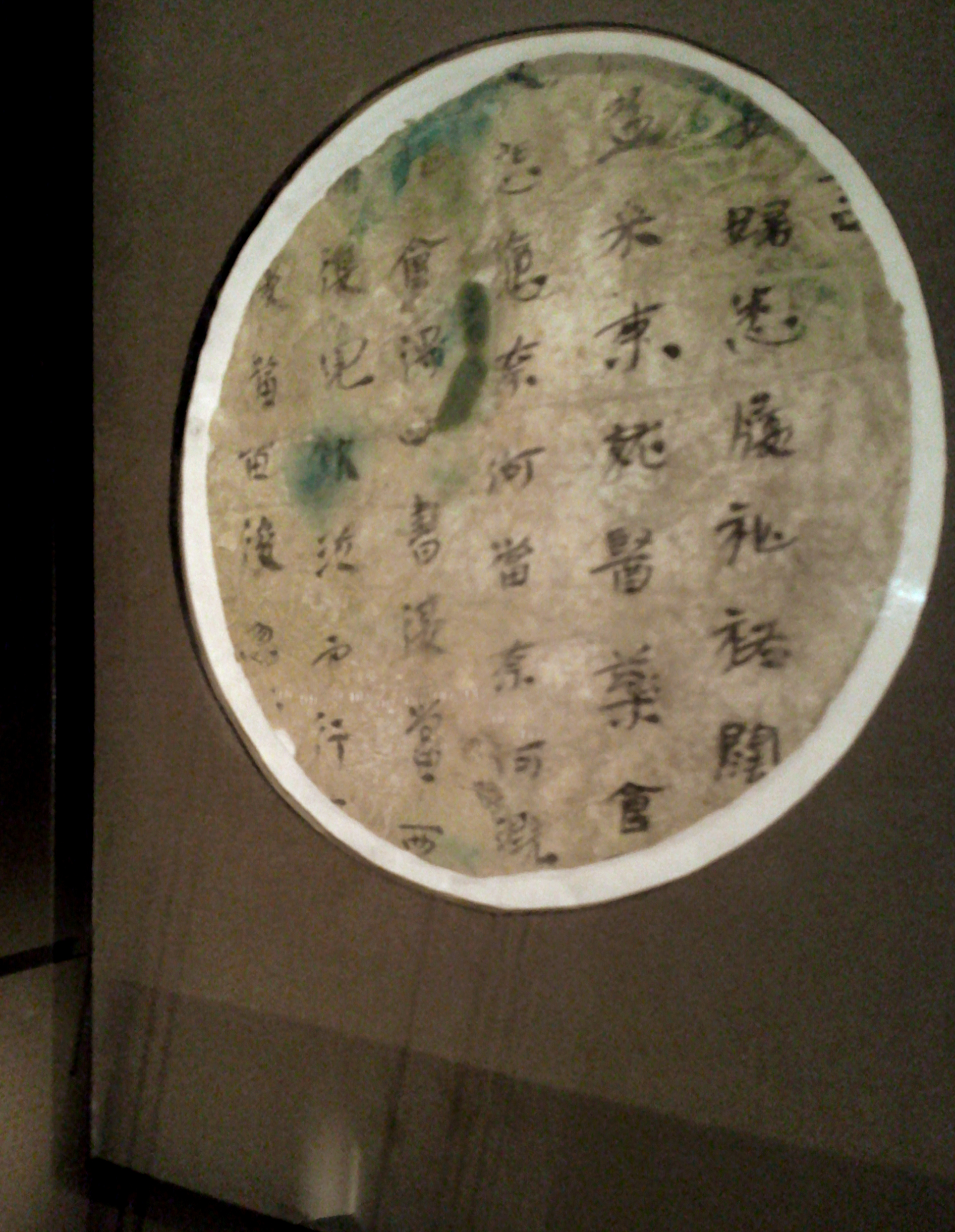
兰州伏龙坪东汉墓出土的墨书纸，现藏甘肃省博物馆

東漢蔡倫改良造紙術。他首創用樹皮、麻頭和破布造纸。樹皮內含物木素、果膠、蛋白質，製造較為麻煩、困難。東漢崔瑗曾經送給好友葛龔十卷《許子》的書，在他給葛龔的信件裏提及：因為生活不富裕，沒辦法用白絹，只能用紙。由此可約略看出紙張在當時的應用情形。當時是屬於初步發展的粗糙產品，但這種便宜的材料已經可以堪用。
1987年在兰州伏龙坪发现一座东汉灵帝之后的墓葬，其中一面铜镜上包裹着两张用墨写有隶书及楷书的纸，内容大致为家书，可能是蔡伦改良后的纸。

### 晋代
晋代造纸术有进一步的发展，藤被广泛地用作造纸材料。人们开始将大批竹简文书，謄抄到纸上。纸開始代替竹简成为文字载体。中国纸经过丝绸之路向西域传播。

### 唐代
此際政府在江南各地设立官方纸坊。唐朝时雕版印刷术出现，大大刺激了纸的发展。纸和印刷术的发明使知识的传播达到了一个空前的高度。唐代著名的纸张有用黄蘖染成的可避虫蛀的硬黄纸、有薛涛的“十色小笺”等。在天寶年間，造紙術經由怛羅斯戰役傳至大食。。

### 宋代
宋代造紙原料范围擴大，竹子被大量用来造纸。蜀中造纸多用麻，江浙多用嫩竹和麦茎稻秆，北方造纸用藤。著名的紙張有澄心堂纸、黄白经笺、碧云春树、龙凤、团花、金花、藤白等笺，还有徽州「龍須紙」，余杭由「拳紙」，溫州「蠲紙」，广南「梅州纸」等

### 元代
元代著名的纸张有绍兴出产的彩色粉笺、蜡笺、黄笺、花笺、罗纹笺；江西出产的白录纸、观音纸、清江纸等。

### 明代
明代宋应星所著的《天工开物》最早对造纸术作详细叙述。明代文震亨在长物志一书中记述：明代有连七纸、观音纸、奏本纸、榜纸、大内洒金五色粉笺、吴中洒金纸、松江谭笺、泾县连四纸；此外还有印度金花五色笺、高丽白茧纸等。

天工开物記載造紙法
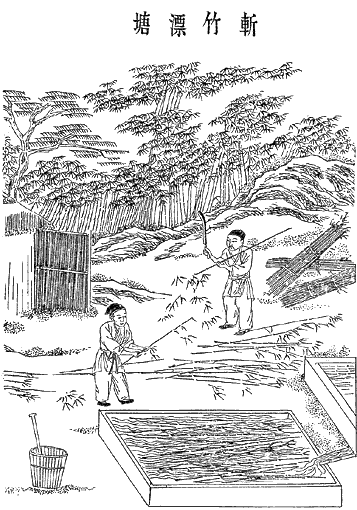
斬竹漂塘
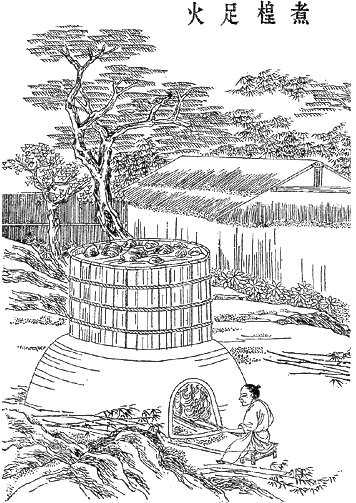
煮楻足火
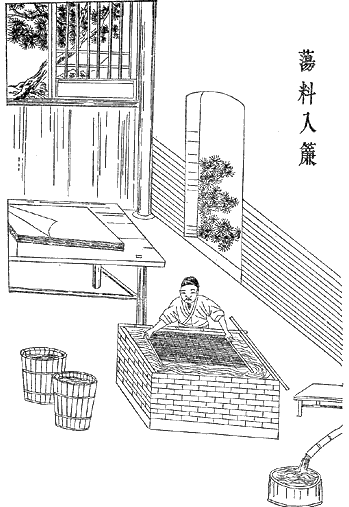
蕩料入簾
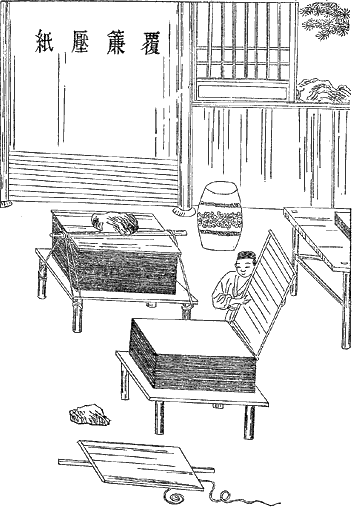
覆簾壓紙
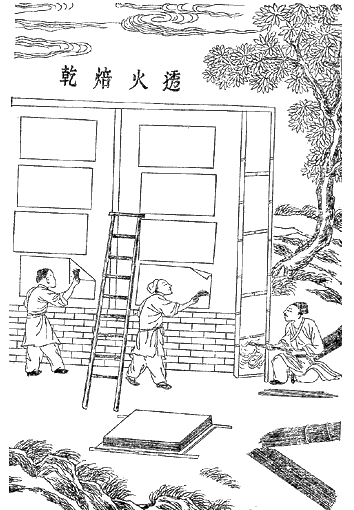
透火焙乾

### 清代
清代常用的纸张包括：高丽纸、竹料连四纸、连四抄纸、清水连四纸、古色连四纸、本色毛边纸、香色蓝色连四纸、方白銮纸、二白銮纸、山西纸、青纸、方高纸、官青纸、宫笺纸、粉笺纸、珠砂笺纸、各色毛边纸、绵纸、蜡花纸、呈文纸、西清纸、榜纸、宫清纸、皂青纸、锦地绿花倭子纸纸、倭子纸、衢红纸、京文纸、罗文纸等。

## 造纸术的传播
造纸术在七世纪初传入日本和印度，可能在7世纪以前就已经西传至西亚地区，早在公元650年造纸术就传入中亚的撒马尔罕。到了公元707年纸张已在阿拉伯半岛麥加被阿拉伯人使用。794年巴格达出现由中国工匠建立的造纸作坊，造纸术由此传到阿拉伯地区。公元800年世纪传入埃及，逐渐取代莎草纸，到十世纪中，完全取代莎草纸。
12世纪初传入西班牙，最初由阿拉伯人在克萨蒂瓦建立了造纸厂，1157年基督徒在比达隆建立造纸厂。意大利在12世纪就用阿拉伯人输入的纸，到1268年才在布里亚诺建立第一座造纸厂，其后，在1293年波洛尼亚、帕多瓦、热那亚等地相继出现造纸厂。14世纪传入法国，1348年特鲁瓦出现法国第一家造纸厂。德国从13世纪已经由意大利进口纸张，1390年在意大利人协助下在乌尔曼·施特罗梅尔建立第一座造纸厂。荷兰在1586年在多德雷赫特建立造纸厂。英国在14世纪初由意大利进口纸张，1495年约翰·泰特（John Tate）在芬·迪顿建立第一所造纸厂，到了17世纪末，英国约有百来家造纸厂。俄罗斯在1575年建立第一家造纸厂，到18世纪初，俄罗斯已有23家造纸厂。
美洲第一家造纸廠建立在墨西哥城附近的库尔华坎（Culhuacan），美国第一家造纸厂于1690年在费城附近建立，1729年英国人在费城附近的切斯特克里克建立著名的“长春藤造纸厂”。1803年美国人在加拿大魁北克省的圣安德路斯镇建立第一家造纸廠。

## 制造

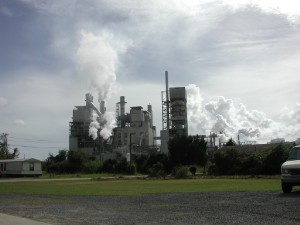
國際紙業的造紙廠

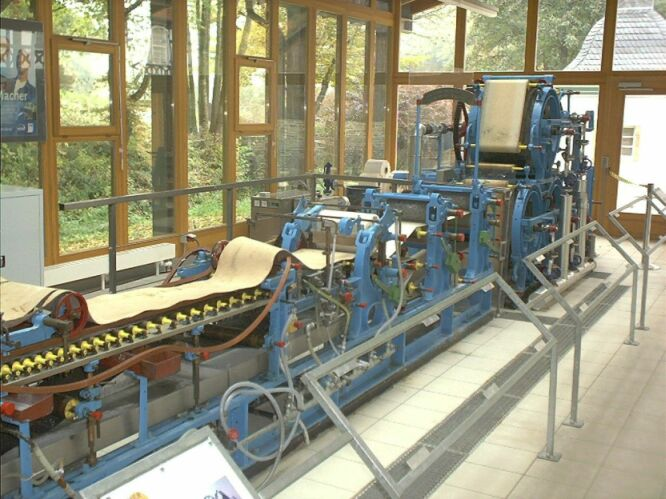
造紙機

### 原料
造纸的纤维来源于：麻、棉、藤、桑皮、檀皮、芙蓉皮、稻杆、麦杆、竹、树木、旧报纸、旧衣服等。
現代另有一種是石頭紙是使用HDPE塑膠與石頭粉為原料製作，與傳統紙張不同沒有用植物纖維做原料。

### 紙漿
- 磨木紙漿（Groundwood Pulp）
  - 利用機械碾磨力以取得木材纤维，又稱為機械紙漿（mechanical pulp），主要可再分為一般機械漿、精製機械漿、熱磨機械漿等。
- 化學紙漿（Chemical Pulp）
  - 利用化學法將纖维與木質素分開以取得木材纖維，主要可再分為蘇打漿、亞硫酸鹽漿、硫酸鹽漿等。
- 半化學紙漿（Semichemical Pulp）
  - 結合機械法與化學法之製漿方式，可再分為中性半化學漿、冷蘇打漿、化學機械漿等。

### 機械造紙工序
造紙的木材鋸成合適的呎吋後即進行去皮的工序，將原木放入大型滾筒內，滾筒轉動時原木互相磨擦而去除樹皮，脫落的樹皮會用作鍋爐的燃料，去皮後的原木會被切割成1.5到2吋，厚度0.25吋的方形木片，軟木（Softwood）片及硬木（hardwood）片因物理特性不同而需分開處理。
木材由細小的細胞膜質纖維（cellulose fibers）以稱為木質素（lignin）的膠狀物質黏合組成，製造紙漿時利用化學物（例如石灰、氢氧化钠、硫化钠和亚硫酸盐）蒸煮木片分解木質素從而而將纤维分離。將木片放入稱為蒸煮器（digesters）的巨大容器內，其功能類似廚房用的壓力鍋（pressure cooker），木片及化學物在加壓下蒸煮1.5到4小時直至成為濕軟如麥片的混合物，分離後的纖維可懸浮於水上。混合物經清洗以去除剩餘的化學物和分解的木質素及漂白至合適的白度（whiteness）。從這裡紙漿要通過一系列精鍊機（refiners），將紙漿內的纖維壁上線狀元素鬆閞令表層粗糙，纖維互相纏著成為張狀。接著加上染料（dyes）及其他添加劑使成品的紙張擁有所需的特性。这些添加剂有漂白剂和施胶剂两大类，前者包括漂白粉、液氯、双氧水及连二亚硫酸锌，以氨基磺酸、硅酸钠和硫酸镁为辅料，后者包括淀粉、聚乙烯醇、动物胶、藻酸钠、松香皂，蜡乳液和硬脂酸皂等，并常常以碱性碳酸钙为填料，以提高手感及白度。
紙漿以二十份水對一份纖維的比例加水，通過造紙機的成形布或網（forming fabric or wire），紙漿的纖維互相交織而形成紙張及除去大部分水份。再進入壓榨部，紙張再通過一系列的吸水毛布變的更乾後進入烘乾部（dryers），有著蒸汽加熱的容器罐，清除紙張內留存的水份。紙張再經一個塗佈工序在紙張兩面添加澱粉溶液，澱粉使紙張表面平滑及將來用於印刷時油墨不會化開，由塗佈含有水份，紙張需重複先前的烘乾程序。烘乾後的紙張再通過沉重而光滑的滾軸進行磨光令表面更加光滑，紙張在後方收集卷成大紙卷，再分割成合適闊度的小紙卷，部分原卷包裝出貨，而部分再加工切成合適呎吋的平張才包裝出貨。

## 种类
1. 古紙（Ancient Paper）
2. 手造紙（Hand-made Paper）
  - 唐紙
    - 宣紙

  - 和紙
  - 韓紙
3. 機製紙（Machine-made Paper）：現代生產的紙（包括紙張和紙板）絕大部份都是機製紙。
  - 新聞用紙
  - 印刷和書寫用紙
  - 非塗料紙（機械）
  - 塗料紙（機械）：含機械加工紙漿10%以上的塗料紙。
  - 非塗料紙（不含磨木漿）
  - 塗料紙（不含磨木漿）：是指機械加工紙漿含量在10%以下的塗料紙。
4. 加工紙（Converted Paper）
5. 特種紙（Specialty Paper）
  - 無碳複寫紙
  - 合成紙
6. 功能紙（Functional Paper）

## 用途
- 書寫及印刷：奏章、考卷、信纸、信封、书函、传真纸、电报纸、吸水纸、明信片、喜帖、贺年片、名片、春联、蜡纸、纸铅笔[15],国书，照会
- 本冊及單張：书本、画册、记事本、日记本、笔记本、便条本、期刊、说明书、乐谱、地图、气象图、日历、月份牌、报纸、海报、传单、布告、大字报、纸旗帜，处方，书签，文凭
- 包裝用紙：纸盒，包装盒、纸箱、纸筒、纸板、纸绳、纸袋、纸带、纸套、蜡纸、油紙、包书纸，衬衣纸托、包裹衬垫纸条、鸡蛋盒   牛奶合，纸刀鞘，糖果纸，包书纸，封面
- 有價證券及票據：紙幣、债券、股票、邮票，证券、支票、汇票、户口本，地契、欠条、邮票、帐单、发票、学历证书、商业证书、出生证书、結婚證書、户口簿、学生证、宝石鉴定书、护照、签证、通行证、配给票、粮食票、油票、糖票，肉票，米票、布票、飞机票、登机票、轮船票、火车票、公共汽车票、电影票、剧院票、彩票、马票、各类门票、入场券
- 家居用品：纸窗、墙纸、裱糊纸、纸席、纸窗帘、纸门帘、纸屏风、纸碗、纸碟、 纸尺、纸杯、纸桌布、纸雨伞（油紙傘）、纸扇、纸衣[16]、纸被[17]、纸眼镜，纸帐[18]、纸帽子、纸席  纸灯笼、纸灯罩、纸手袋、火柴、引火纸、吹火、捕蝇纸、滤尘纸、滤尘袋、纸尿裤[19]，纸手表带，纸鞋，纸拖鞋
- 庆典：红双喜，剪纸  炮仗，红包。
- 餐饮业：菜单、菜谱，餐巾、餐牌、纸杯、纸碟、纸碗，消毒纸、叉烧包纸、纸包鸡，纸筷
- 清潔用品：纸尿片、纸卫生片、卫生纸、面紙、纸面膜、纸餐巾、擦镜头纸，酒精擦手纸（PURELL)
- 遊戲玩具：扑克牌、纸牌、纸棋盘、纸七巧板、纸拼图、纸風筝、纸風車、纸灯笼、折纸、紙球、紙飛機、紙模型，纸手表
- 摄影   像纸 ，胶卷盒，黑纸，滤纸
- 美術用品：画纸、水彩紙、和纸、照相纸、纸曝光表、纸相框、相片角、照相册、色纸、纸盒照相机、幻灯片纸框、临摹纸、糊裱纸、画框内衬卡纸, 粉彩画纸
- 傳統文化：剪纸、鞭炮、年画、紅包、孔明灯、纸灯笼、纸花、纸球、纸人、纸房屋、纸钱、纸老虎、彩带、彩旗
- 手工业：沙纸、裁缝样板、纸量尺
- 医疗：處方、中藥處方、病历、心電图记录纸、脑電图记录纸、醫療卡，膏药，中药包
- 消费品：香烟、茶包
- 装修：木地板铺垫纸、乙烯基薄片垫
- 工业：绝缘纸、滤尘器、扬声器喇叭、手机SIM卡[20]。
- 科学技术：试纸、滤纸、仪表记录纸卷、纸电池[21]
- 军需：纸盔甲[22]、纸枪[23]
- 电脑  IBM  打洞卡
- 电报  电报打孔纸带
- 其他：抗議工具[24]、书签，告票、传票、乐谱，包书纸，封条、纸棺[25]、纸手机[26]、纸船[27]、食物[28]、纸扎、纸钱、纸井盖[29]。纸棋盘。

## 備註
1. ↑  一種既能撈出纖維又能使多餘的水濾去的工具，為特別設計的抄紙簾網，使纖維阻留在模具上形成薄頁狀的紙張雛形。
2. ↑  【苫】作名詞時，注音：ㄕㄢ，拼音：shān

## 延伸阅读
[在维基数据编辑]
 《欽定古今圖書集成·理學彙編·字學典·紙部》，出自陈梦雷《古今圖書集成》

## 外部連結
- 香港印藝學會有關紙張的術語